# Doline

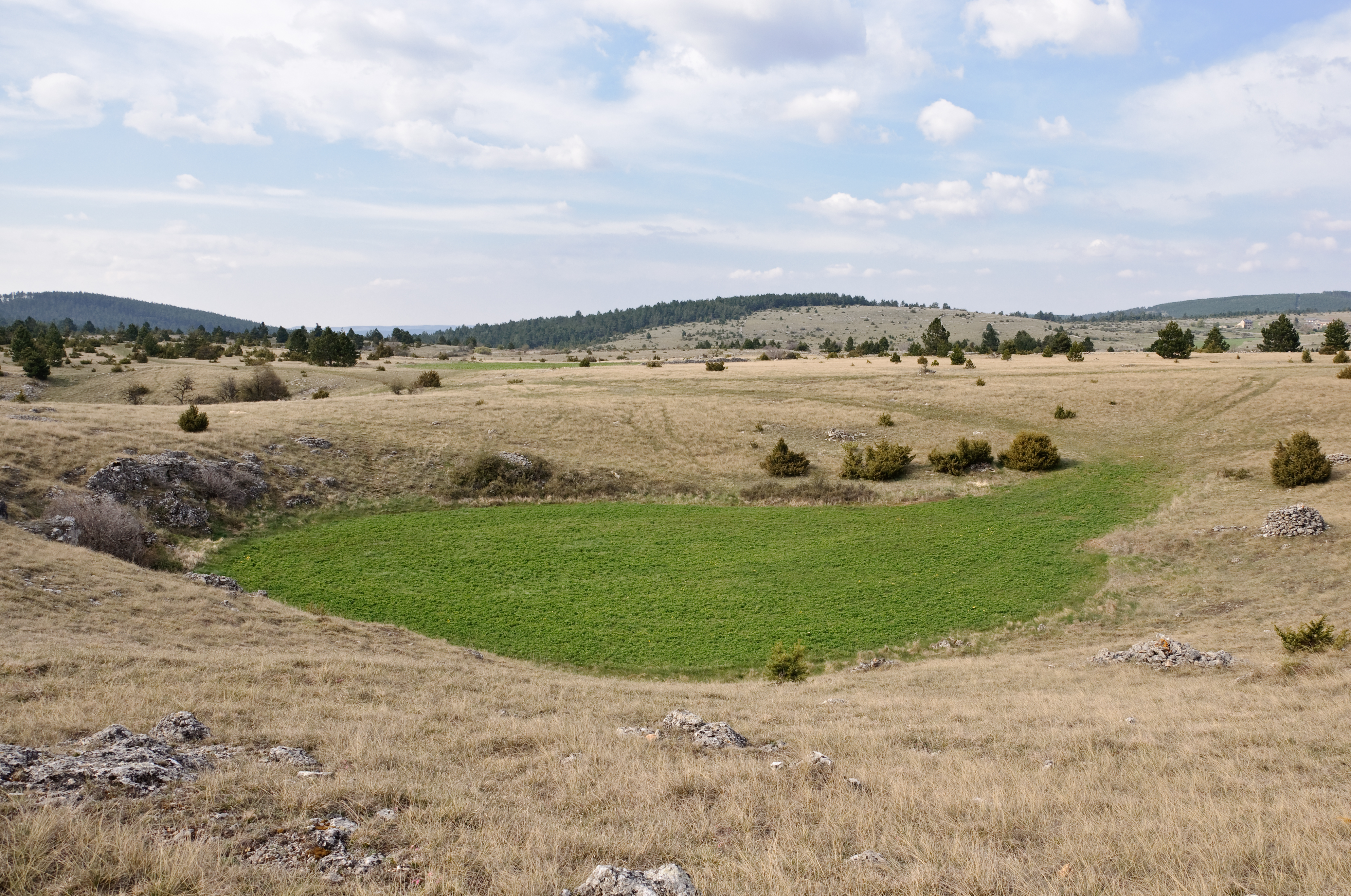
Doline in Lozère

Een doline (van het Sloveense en Kroatische dolina, "dal") is een komvormige put die kan voorkomen in landschappen gekenmerkt door karst. Een doline is een van de meest voorkomende vormen van een zinkgat.

## Ontstaan
Een doline komt voor in gebieden waar kalksteen aan de oppervlakte ligt en ontstaat wanneer deze steenlaag door de werking van zure regen (chemische verwering) wordt aangetast.
Er zijn twee manieren waarop een doline kan ontstaan: ofwel door een plaatselijke sterke verwering aan het oppervlak, ofwel door de (gedeeltelijke) instorting van een onderliggende grot (zie hiervoor ook aven en cenote).
Dolines kunnen tot tientallen meters groot worden. Wanneer meerdere aangrenzende dolines in elkaar overgaan, spreekt men van een karstdal.

## Vegetatie
Omdat dolines holtes in het landschap zijn, verzamelen ze het regenwater. Bij het oplossen van kalksteen tijdens de vorming van de doline blijft een kleiig residu achter dat dit regenwater goed vast kan houden. De vochtige kleigrond is een beduidend betere grond voor vegetatie dan de omringende kalkgronden. Soms worden dolines in relatief droge streken daarom gebruikt voor de akkerbouw.
Aangezien vegetatie een verzurend effect heeft, wordt de verwering van het onderliggende kalksteen versterkt en kunnen karstpijpen ontstaan.
In Nederland komen dolines voor in Zuid-Limburg, alwaar door kalksteenafgravingen enkele grotten zijn ingestort, waardoor deze karstinzakkingen ontstonden. Deze zijn onder andere op de Sint-Pietersberg in Maastricht te vinden. In België komen ook dolines voor, zoals de Fondry des Chiens in Wallonië. In Zuid-Italië is er de Dolina Pozzatina in het Nationaal park Gargano.